# Baugesetzbuch
Das deutsche Baugesetzbuch (BauGB), dessen Vorgänger das Bundesbaugesetz (BBauG) ist, ist das wichtigste Gesetz des Bauplanungsrechts in Deutschland. Seine Bestimmungen haben großen Einfluss auf Gestalt, Struktur und Entwicklung des besiedelten Raumes und die „Bewohnbarkeit“ der Städte und Dörfer. Es definiert die wichtigsten stadtplanerischen Instrumente, die den Gemeinden zur Verfügung stehen. Diese Darstellung folgt der Gliederung des Baugesetzbuches in die vier Teile Allgemeines Städtebaurecht, Besonderes Städtebaurecht, Sonstige Vorschriften und Überleitungs- und Schlussvorschriften, beschränkt sich jedoch auf einen allgemeinen Überblick über Gegenstände und Instrumente des Gesetzes.

## Historische Entwicklung
Das Bundesbaugesetz (BBauG) vom 23. Juni 1960 mit den Regelungen zum allgemeinen Städtebaurecht und das ergänzend am 1. August 1971 in Kraft getretene Städtebauförderungsgesetz (StBauFG) mit Regelungen zum besonderen Städtebaurecht (v. a. Sanierungsrecht) wurden zum 1. Juli 1987 in überarbeiteter Form im Baugesetzbuch (BauGB) zusammengefasst. Es wurde mehrfach, u. a. 2004 im Rahmen des Europarechtsanpassungsgesetz Bau (EAG Bau), umfassend novelliert. Die Regelungskompetenz für den Bund richtet sich nach Art. 74 Abs. 1 Nr. 18 (Bodenrecht) in Verbindung mit Art. 72 GG. Am 1. Januar 2007 trat das Gesetz zur Erleichterung von Planungsvorhaben für die Innenentwicklung der Städte (Gesetz vom 21. Dezember 2006, BGBl. I S. 3316) in Kraft, das die durch das EAG Bau eingeführte förmliche Umweltprüfung für Bauleitpläne erheblich einschränkt.

## Zur Entstehungsgeschichte des Bundesbaugesetzes
Das im Jahre 1960 verabschiedete Bundesbaugesetz setzt den Endpunkt einer recht langen und über mehrere politische Epochen hinweglaufenden Gesetzesgenese. Die Aufteilung der Funktionen zwischen Bund und Ländern und die sich daraus ergebende Gesetzgebungskompetenz führten dazu, dass der schon 1950 vorgelegte und dabei weitgehend auf den Vorfassungen basierende Entwurf zu einem Baugesetz für die Bundesrepublik Deutschland von der Bauleitplanung (Erster Teil) über die Erschließung (Sechster Teil) bis zur Bebauung (Siebter Teil) und zum baulichen Nachbarrecht (Achter Teil) sich gesetzestechnisch nicht umsetzen ließ. Durch das Weinheimer Gutachten ergab sich die Aufteilung in ein Bundesbaugesetz (mit der städtebaulichen Planung unter dem Stichwort Bodenrecht) und die Landesbauordnungen.

## Allgemeines Städtebaurecht (Erstes Kapitel)
Das allgemeine Städtebaurecht behandelt die Bauleitplanung und die sie begleitenden Maßnahmen, die ihre Durchführung sichern und den Schutz der Natur gewährleisten sollen. Darin enthalten sind die wichtigen Vorschriften über die Ausweisung von Gebieten für bestimmte Nutzungen oder auch deren Freihaltung (aus Flächennutzungs- und Bebauungsplänen sowie aus der Landschaftsplanung). Diese Pläne werden von den kommunalen Gebietskörperschaften (Gemeinden oder Kreise) erstellt. Das Gesetz stellt hohe Anforderungen an die Qualität des Planungsvorgangs und an die angemessene Integration einer Vielzahl unterschiedlicher Belange in das Planungsergebnis. Daher existieren umfangreiche Regelungen zur Beteiligung der Öffentlichkeit und der Behörden sowie zum Schutz der Umwelt (hier unter anderem die Durchführung einer Umweltprüfung). Die Bauleitplanung kann die Nutzungsmöglichkeiten von Grundstücken auch einschränken. Deswegen enthält das Gesetz auch Regelungen über die Entschädigung für solche planungsbedingten Wertverluste.
Der Verwirklichung der Bauleitplanung dienen umfangreiche Vorschriften über die Bodenordnung. Sie ermöglichen die Umlegung von Grundstücken, um deren Zuschnitt geplanten Bebauungen anzupassen und treffen Regelungen über den Ausgleich für betroffene Grundstückseigentümer.
Die Verwirklichung mancher Planungen wird z. B. dadurch behindert, dass Eigentümer ihre Grundstücke nicht entsprechend den im Plan festgesetzten Zwecken nutzen oder ein Gebäude verfallen lassen, obwohl eine gemeindliche Satzung die Erhaltung gebietet. Für solche und einige andere Fälle stellt das Gesetz als „letztes Mittel“ die Möglichkeit der Enteignung bereit und regelt die Entschädigung.
Das Gesetz enthält außerdem Vorschriften über die Zulässigkeit von Vorhaben in den Bereichen des Gemeindegebietes, für die (noch) kein Bebauungsplan besteht. Dieses sind entweder die im Zusammenhang bebauten Ortsteile (Innenbereich) oder der Außenbereich.
Weitere Regelungen weisen den Gemeinden die Aufgabe der Erschließung zu, d. h. das Zugänglichmachen der Grundstücke durch Straßen und Wege, deren Beleuchtung, den Anschluss an Ver- und Entsorgungsleitungen. Ein Teil der Aufwendungen für die Erschließung wird von den Grundstückseigentümern getragen, indem die Gemeinde dafür Erschließungsbeiträge erhebt.
Schließlich werden formale Einzelheiten für Erhaltungsmaßnahmen, Ausgleichs- und Ersatzmaßnahmen des Naturschutzes geregelt, da das Baugesetzbuch anstrebt, Schädigungen des Naturhaushaltes zu kompensieren (siehe auch: Eingriffsregelung). Hierbei sind das besondere Verhältnis zum Naturschutzgesetz und die örtlichen Ziele von Naturschutz und Landschaftspflege, die Landschaftsplanung, zu beachten. Mit der Novelle vom Juli 2004 (EAG Bau) wurde für alle Bauleitpläne eine strategische Umweltprüfung oder auch Plan-UP eingeführt, die aus der Umweltverträglichkeitsprüfung (UVP) entwickelt ist, welche nach dem Umweltverträglichkeitsprüfungsgesetz (UVPG) für einzelne Vorhaben durchzuführen ist.

## Besonderes Städtebaurecht (Zweites Kapitel)
Das besondere Städtebaurecht behandelt städtebauliche Sanierungs- und Entwicklungsmaßnahmen, die die Gemeinde zur Behebung städtebaulicher Missstände in Stadtteilen mit dem Ziel beschließt, sie wesentlich zu verbessern oder umzugestalten. Das Gesetz definiert Kriterien für die Sanierungsbedürftigkeit und allgemeine Zielsetzungen für diese Maßnahmen und regelt die Mitwirkung Betroffener. Die Förderung zur Stadterneuerung betroffener Stadtteile und Gemeinden erfolgt seit 1971 durch die Städtebauförderung und bei Städten mit historischen Stadtkernen zusätzlich durch das Programm „Städtebaulicher Denkmalschutz“, das 2019 auslief. Seit Juni 2004 enthält das Kapitel auch Regelungen zum Stadtumbau und zur Sozialen Stadt.
Zahlreiche Einzelvorschriften betreffen die Durchführung solcher Maßnahmen, indem sie die Verantwortlichkeiten für Planung und Kostentragung regeln und Anforderungen an die Träger der Sanierung stellen. Der Gefahr, dass Sanierungsmaßnahmen zum Anlass von Grundstücksspekulation und der Verdrängung von Bewohnern führen, versucht das Gesetz dadurch zu begegnen, dass es den Gemeinden mit der Befugnis zum Erlass von Erhaltungssatzungen und städtebaulichen Geboten eine Feinsteuerung der Maßnahmen ermöglicht. In Vierteln mit besonderem Rückstand bei der Gebäudeunterhaltung hat die Gemeinde die Möglichkeit, per Satzung die Instandhaltung und/oder Modernisierung von Gebäuden anzuordnen. Wertsteigerungen der Bodenwerte durch die Sanierungsmaßnahmen kann die Gemeinde abschöpfen. Wenn infolge solcher Maßnahmen eine Verdrängung der Wohnbevölkerung droht, ist die Gemeinde zu Hilfsangeboten verpflichtet, die in einem Sozialplan zusammengefasst werden. Zudem soll sie, soweit es angemessen ist, verdrängten Mietern oder Pächtern einen Härteausgleich gewähren.

## Sonstige Vorschriften (Drittes Kapitel)
Die Sonstigen Vorschriften (drittes Kapitel) enthalten im Wesentlichen Verfahrensvorschriften, vor allem über die Ermittlung von Grundstückswerten, die bei Entschädigungen zugrunde zu legen sind, die Einrichtung von Gutachterausschüssen, die Planerhaltung bei Bauleitplänen und das Verfahren bei Rechtsstreitigkeiten über Verwaltungsakte, die im Rahmen städtebaulicher Sanierungs- oder Entwicklungsmaßnahmen erlassen wurden.

## Überleitungs- und Schlussvorschriften (Viertes Kapitel)
Die „Überleitungs- und Schlussvorschriften“ beinhalten die Überleitungsregeln vom vorher geltenden Bundesbau- und Städtebauförderungsgesetz zum Baugesetzbuch.